# VolleyLigaen (femminile)
La VolleyLigaen è la massima serie del campionato danese di pallavolo femminile: al torneo partecipano otto squadre di club danesi e la squadra vincitrice si fregia del titolo di campione di Danimarca.

## Albo d'oro
| Anno             | Podio              | Podio              | Podio          |
| Campione         | Seconda            | Terza              |                |
| ---------------- | ------------------ | ------------------ | -------------- |
| 1962-63 Dettagli | VK Vognmandsmarken | Hvidovre           | ASV Aarhus     |
| 1963-64 Dettagli | VK Vognmandsmarken | ASV Aarhus         | Nyborg VK      |
| 1964-65 Dettagli | VK Vognmandsmarken | USG København      | Aabyhøj IF     |
| 1965-66 Dettagli | VK Vognmandsmarken | Ryesgade VK        | Aabyhøj IF     |
| 1966-67 Dettagli | VK Vognmandsmarken | USG København      | Nyborg VK      |
| 1967-68 Dettagli | USG København      | VK Vognmandsmarken | Nyborg VK      |
| 1968-69 Dettagli | Gladsaxe VK        | USG København      | Nyborg VK      |
| 1969-70 Dettagli | ASV Aarhus         | Gladsaxe VK        | USG København  |
| 1970-71 Dettagli | Bokma Odense       | Gladsaxe VK        | ASV Aarhus     |
| 1971-72 Dettagli | Bokma Odense       | ASV Aarhus         | Gladsaxe VK    |
| 1972-73 Dettagli | Bokma Odense       | ASV Aarhus         | Gladsaxe VK    |
| 1973-74 Dettagli | Gladsaxe VK        | Bokma Odense       | VK Shima       |
| 1974-75 Dettagli | Bokma Odense       | ASV Aarhus         | Gladsaxe VK    |
| 1975-76 Dettagli | ASV Aarhus         | Gladsaxe VK        | DHG Odense     |
| 1976-77 Dettagli | Gladsaxe VK        | ASV Aarhus         | DHG Odense     |
| 1977-78 Dettagli | ASV Aarhus         | DHG Odense         | Gladsaxe VK    |
| 1978-79 Dettagli | Helsingør KFUM     | ASV Aarhus         | Gladsaxe VK    |
| 1979-80 Dettagli | Helsingør KFUM     | Skødstrup SF       | Gladsaxe VK    |
| 1980-81 Dettagli | Helsingør KFUM     | Skødstrup SF       | BVC Esbjerg    |
| 1981-82 Dettagli | Helsingør KFUM     | ASV Aarhus         | Skødstrup SF   |
| 1982-83 Dettagli | Helsingør KFUM     | Skødstrup SF       | ASV Aarhus     |
| 1983-84 Dettagli | Helsingør KFUM     | Gladsaxe VK        | ASV Aarhus     |
| 1984-85 Dettagli | Helsingør KFUM     | Gladsaxe VK        | ASV Aarhus     |
| 1985-86 Dettagli | Helsingør KFUM     | Brøndby            | Gladsaxe VK    |
| 1986-87 Dettagli | Helsingør KFUM     | ASV Aarhus         | Gladsaxe VK    |
| 1987-88 Dettagli | Holte              | ASV Aarhus         | Gladsaxe VK    |
| 1988-89 Dettagli | Holte              | Helsingør KFUM     | ASV Aarhus     |
| 1989-90 Dettagli | Holte              | Fortuna Odense     | VK Næstved     |
| 1990-91 Dettagli | ASV Aarhus         | Holte              | Fortuna Odense |
| 1991-92 Dettagli | Fortuna Odense     | Holte              | ASV Aarhus     |
| 1992-93 Dettagli | Holte              | Fortuna Odense     | ASV Aarhus     |
| 1993-94 Dettagli | Holte              | Fortuna Odense     | DHG Odense     |
| 1994-95 Dettagli | Holte              | Fortuna Odense     | DHG Odense     |
| 1995-96 Dettagli | Holte              | USG København      | DHG Odense     |
| 1996-97 Dettagli | Holte              | DHG Odense         | Fortuna Odense |
| 1997-98 Dettagli | Holte              | DHG Odense         | Skovbakken VB  |
| 1998-99 Dettagli | Holte              | DHG Odense         | Fortuna Odense |
| 1999-00 Dettagli | DHG Odense         | Holte              | Gentofte       |
| 2000-01 Dettagli | DHG Odense         | Holte              | Gentofte       |
| 2001-02 Dettagli | DHG Odense         | Holte              | Aalborg        |
| 2002-03 Dettagli | Holte              | DHG Odense         | Aalborg        |
| 2003-04 Dettagli | DHG Odense         | Holte              | Aalborg        |
| 2004-05 Dettagli | Lyngby Volley      | Holte              | Fortuna Odense |
| 2005-06 Dettagli | Fortuna Odense     | Holte              | Lyngby Volley  |
| 2006-07 Dettagli | Fortuna Odense     | Lyngby Volley      | Holte          |
| 2007-08 Dettagli | Fortuna Odense     | Holte              | Brøndby        |
| 2008-09 Dettagli | Holte              | Fortuna Odense     | Brøndby        |
| 2009-10 Dettagli | Fortuna Odense     | Holte              | Brøndby        |
| 2010-11 Dettagli | Brøndby            | Holte              | Fortuna Odense |
| 2011-12 Dettagli | Holte              | Brøndby            | Fortuna Odense |
| 2012-13 Dettagli | Holte              | Brøndby            | Fortuna Odense |
| 2013-14 Dettagli | Brøndby            | Holte              | Fortuna Odense |
| 2014-15 Dettagli | Brøndby            | Lyngby Volley      | Holte          |
| 2015-16 Dettagli | Brøndby            | Holte              | Amager         |
| 2016-17 Dettagli | Holte              | Brøndby            | Amager         |
| 2017-18 Dettagli | Brøndby            | Holte              | Amager         |
| 2018-19 Dettagli | Holte              | Brøndby            | Elite Aarhus   |
| 2019-20 Dettagli | Holte              | Brøndby            | Gentofte       |
| 2020-21 Dettagli | Holte              | Gentofte           | Vestsjælland   |
| 2021-22 Dettagli | Brøndby            | Holte              | Køge           |
| 2022-23 Dettagli | ASV Aarhus         | Holte              | Gentofte       |

## Palmarès
| Squadra            | Titolo | Stagione |
| ------------------ | ------ | --- |
| Holte              | 18     | 1987-88, 1988-89, 1989-90, 1992-93, 1993-94, 1994-95, 1995-96, 1996-97, 1997-98, 1998-99, 2002-03, 2008-09, 2011-12, 2012-13, 2016-17, 2018-19, 2019-20, 2020-21 |
| Helsingør KFUM     | 9      | 1978-79, 1979-80, 1980-81, 1981-82, 1982-83, 1983-84, 1984-85, 1985-86, 1986-87                                                                                  |
| Brøndby            | 6      | 2010-11, 2013-14, 2014-15, 2015-16, 2017-18, 2021-22 |
| VK Vognmandsmarken | 5      | 1962-63, 1963-64, 1964-65, 1965-66, 1966-67 |
| Odense             | 5      | 1991-92, 2005-06, 2006-07, 2007-08, 2009-10 |
| ASV Aarhus         | 5      | 1969-70, 1975-76, 1977-78, 1990-91, 2022-23 |
| Bokma Odense       | 4      | 1970-71, 1971-72, 1972-73, 1974-75 |
| DHV Odense         | 4      | 1999-00, 2000-01, 2001-02, 2003-04 |
| Gladsaxe VK        | 3      | 1968-69, 1973-74, 1976-77 |
| USG København      | 1      | 1967-68 |
| Lyngby Volley      | 1      | 2004-05 |